# Mirta Aguirre Carreras
Mirta Aguirre Carreras (l'Havana, 18 d'octubre de 1912 - 8 d'agost de 1980) va ser una escriptora, periodista i militant política cubana.
Des de la seva joventut va combinar els estudis amb la militància política. Es gradua en Dret i passa a treballar com a professora universitària a Cuba. Milita en diverses agrupacions comunistes i feministes, i a causa de la seva oposició al govern de Gerardo Machado s'hagué d'exiliar a Mèxic uns anys.
En tornar al país col·labora i dirigeix nombroses publicacions, arribant a signar varis milers d'articles, alguns d'ells premiats. Regularment publicava per la revista mensual Mujeres Cubanas.
Alguns poemes seus van ser inclosos a l'antologia de poesia cubana realitzada per Juan Ramón Jiménez el 1936.
Va seguir formant part de diferents agrupacions de tendències marxistes i feministes. Així doncs, militava en el Partit Comunista de Cuba (des del 1932), en el Frente Nacional Antifacista, o la Sociedad Amigos de la URSS. Assisteix a diferents congressos a l'estranger, com la Conferència Cultural i Científica per la Pau Mundial (Nova York, 1949) o el Congrés Mundial de Partidaris per la Pau (París, 1949).
Mirta Aguirre va ser professora a la Universitat de l'Havana. De la seva àmplia obra assagística en destaca Del encausto a la sangre: Sor Juana Inés de la Cruz. També va escriure destacades poesies per a nens, algunes de les quals han estat musicalitzades.
Es considerada una de les escriptores i acadèmiques més destacades de l'etapa post-revolucionària de l'illa caribenya.

## Obres
- Presencia interior, 1938
- Influencia de la mujer en Iberoamerica, 1948, guanyador dels Jocs Florals Iberoamericans
- Juegos y otros poema, 1974
- Ayer de hoy, 1980